# Euphorbia cotinifolia
Euphorbia cotinifolia là một loài thực vật có hoa trong họ Đại kích. Loài này được Carl von Linné mô tả khoa học đầu tiên năm 1753.

## Hình ảnh

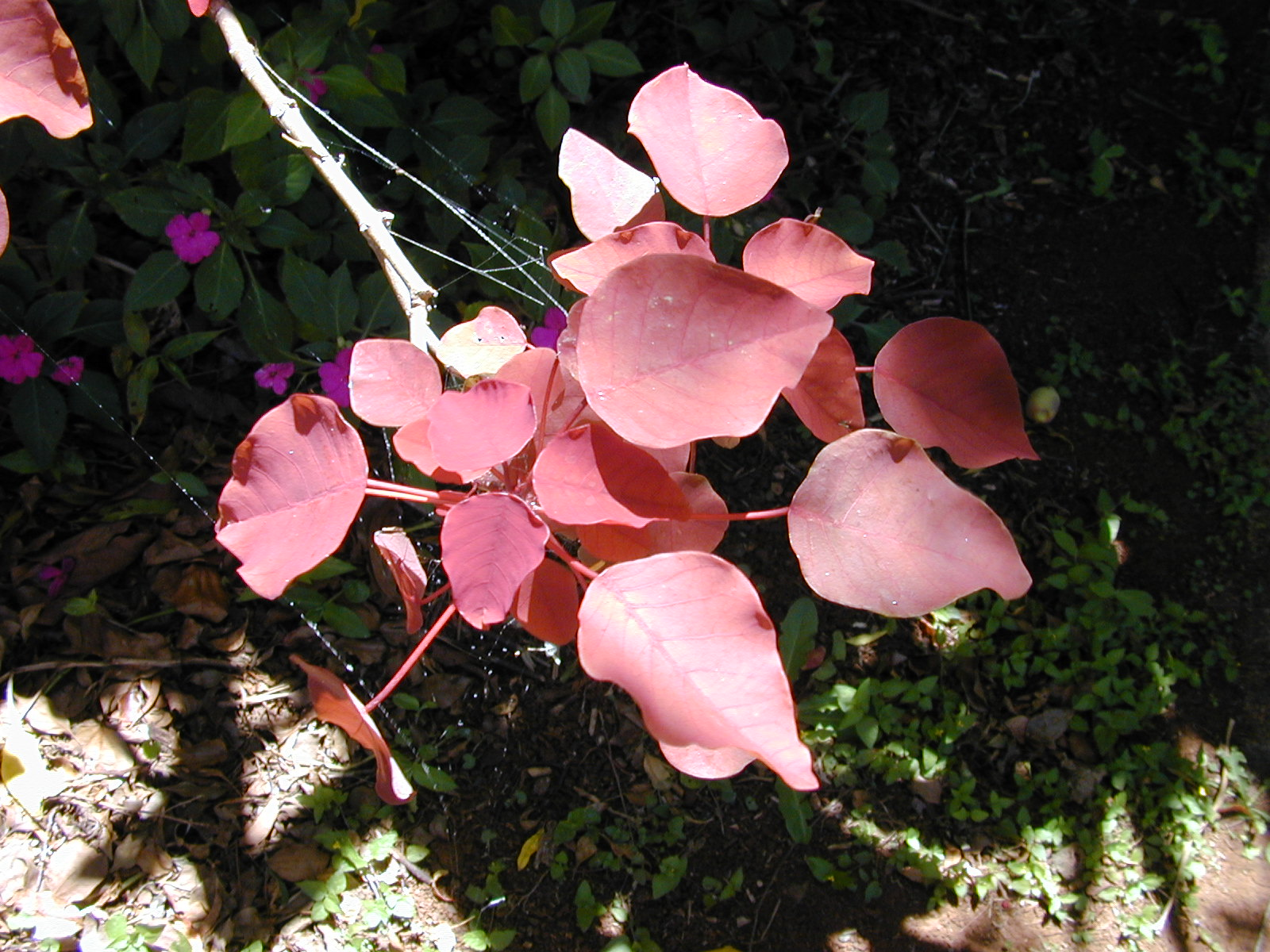
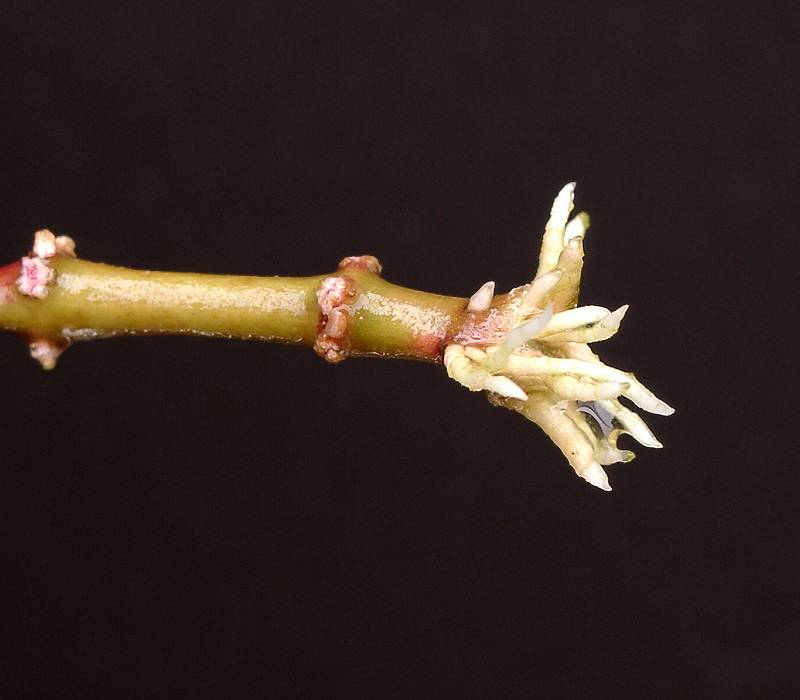
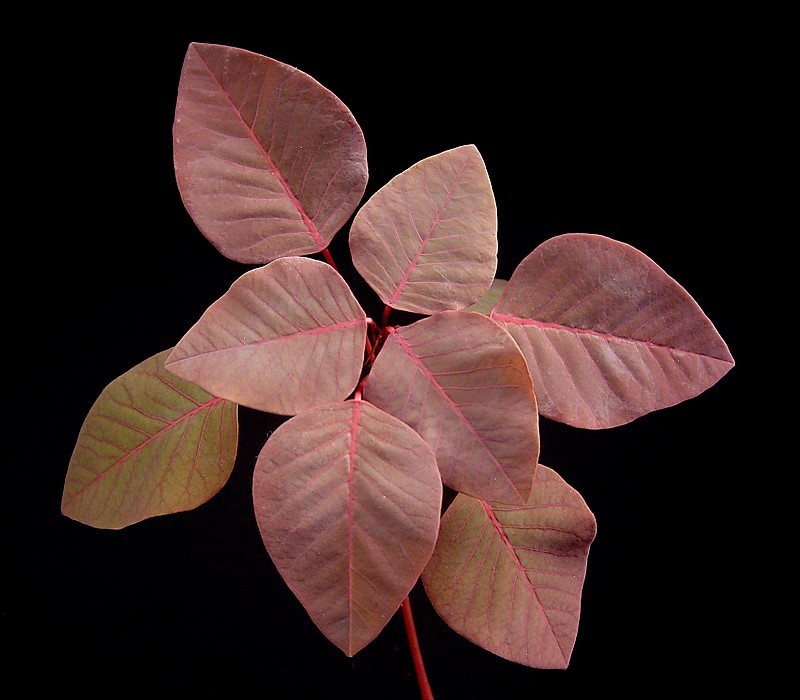
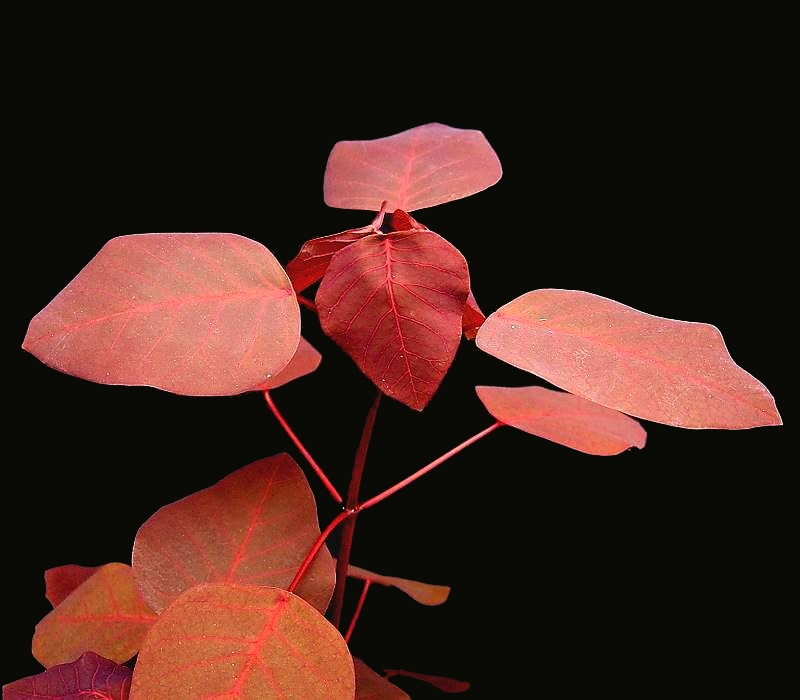